# Atletica leggera ai Giochi della XXXI Olimpiade - Salto triplo maschile

Video ufficiale della Finale

Ai Giochi della XXXI Olimpiade, che si sono tenuti a Rio de Janeiro nel 2016, la competizione di salto triplo maschile si è svolta il 15 e il 16 agosto presso lo Stadio Nilton Santos.

## Presenze ed assenze dei campioni in carica
Per i campionati europei si considera l'edizione del 2014.
| Competizione         | Atleta               | Prestazione | Rio 2016 |
| -------------------- | -------------------- | ----------- | -------- |
| Olimpiadi 2012       | Christian Taylor     | 17,81 m     | Presente |
| Commonwealth 2014    | Khotso Mokoena       | 17,20 m     | Presente |
| Europei 2014         | Benjamin Compaoré    | 17,46 m     | Presente |
| Asiatici 2014        | Cao Shuo             | 17,30 m     | Presente |
| Panamericani 2015    | Pedro Pablo Pichardo | 17,54 m     | Presente |
| Africani 2015        | Tosin Oke            | 17,00 m     | Presente |
| Mondiali 2015        | Christian Taylor     | 18,21 m     | Presente |
|                      |                      |             |          |
| Mondiali junior 2012 | Pedro Pablo Pichardo | 16,79 m     | Presente |

## La gara
Christian Taylor tenta la conferma del titolo conquistato quattro anni prima a Londra. Lo statunitense è anche campione mondiale in carica. È suo il miglior salto di qualificazione con 17,24.
Per la prima volta nella storia olimpica della specialità, la finale si svolge in orario mattutino, alle 9:50.
Al primo turno il cinese Dong Bin atterra a 17,58 e prenota un posto sul podio. Dopo di lui Taylor salta a 17,86: è il primato mondiale stagionale. Subito dopo di lui Will Claye atterra a soli dieci cm di distanza: 17,76, record personale. I due americani sembra che abbiano ipotecato i primi due posti sul podio.

Per gli avversari si fa una gara difficile. Al secondo turno Dong e Claye fanno un salto nullo mentre Taylor ribadisce il proprio primato con 17,77. Il colombiano Jhon Murillo si issa al quarto posto con 17,09: è il record nazionale.

Dopo un terzo turno interlocutorio (tre nulli per i primi tre in classifica) Dong si ritira per un dolore alla caviglia.
 
Alla quarta prova Taylor atterra nuovamente a 17,77 mentre Claye si ferma a 17,61. Nessuno riesce a minacciare Dong, che vince la medaglia di bronzo. L'unica modifica di rilievo della classifica è data dal connazionale Cao Shuo che scavalca Murillo con 17,13 al quinto salto.

Le prime tre posizioni sono state delineate alla prima prova e sono rimaste immutate fino alla fine. Non è usuale che avvenga nelle gare mondiali.

## Risultati

### Qualificazione
Qualificazione: 16,95 m (Q) o le migliori 12 misure (q).
| Posizione | Gruppo | Nome                   | Nazionalità             | Salti | Salti | Salti | Risultato | Note                                     |
| Posizione | Gruppo | Nome                   | Nazionalità             | 1°    | 2°    | 3°    | Risultato | Note                                     |
| --------- | ------ | ---------------------- | ----------------------- | ----- | ----- | ----- | --------- | ---------------------------------------- |
| 1         | B      | Christian Taylor       | Stati Uniti             | 17,24 |       |       | 17,24     | Q                                        |
| 2         | A      | Dong Bin               | Cina                    | 17,10 |       |       | 17,10     | Q                                        |
| 3         | A      | Will Claye             | Stati Uniti             | 16,43 | 16,76 | 17,05 | 17,05     | Q                                        |
| 4         | B      | Nelson Évora           | Portogallo              | 16,48 | 16,72 | 16,99 | 16,99     | Q                                        |
| 5         | A      | Cao Shuo               | Cina                    | 16,97 |       |       | 16,97     | Q                                        |
| 6         | A      | Troy Doris             | Guyana                  | 16,54 | 16,58 | 16,81 | 16,81     | q                                        |
| 7         | B      | Karol Hoffmann         | Polonia                 | 16,79 | 16,75 | n     | 16,79     | q                                        |
| 8         | B      | Jhon Murillo           | Colombia                | 16,78 | 16,58 | n     | 16,78     | q                                        |
| 9         | A      | Benjamin Compaore      | Francia                 | 16,34 | 16,57 | 16,72 | 16,72     | q                                        |
| 10        | A      | Alberto Álvarez        | Messico                 | 16,50 | 16,67 | 16,60 | 16,67     | q                                        |
| 11        | B      | Xu Xiaolong            | Cina                    | n     | 16,35 | 16,65 | 16,65     | q                                        |
| 12        | B      | Lázaro Martínez        | Cuba                    | 16,38 | n     | 16,61 | 16,61     | q                                        |
| 13        | B      | Harold Correa          | Francia                 | 16,31 | 16,60 | 16,55 | 16,60     |                                          |
| 14        | A      | Ernesto Reve           | Cuba                    | 16,13 | 16,16 | 16,58 | 16,58     |                                          |
| 15        | A      | Max Hess               | Germania                | 13,88 | n     | 16,56 | 16,56     |                                          |
| 16        | B      | Chris Benard           | Stati Uniti             | n     | 16,44 | 16,55 | 16,55     |                                          |
| 17        | A      | Fabrizio Donato        | Italia                  | 16,54 | n     | n     | 16,54     |                                          |
| 18        | A      | Leevan Sands           | Bahamas                 | 16,47 | n     | 16,53 | 16,53     |                                          |
| 19        | B      | Dzmitry Platnitski     | Bielorussia             | n     | 16,48 | 16,52 | 16,52     |                                          |
| 20        | A      | Maksim Niastsiarenka   | Bielorussia             | 16,12 | 16,39 | 16,52 | 16,52     |                                          |
| 21        | B      | Godfrey Khotso Mokoena | Sudafrica               | 15,13 | 16,51 | 16,44 | 16,51     |                                          |
| 22        | A      | Fabian Florant         | Paesi Bassi             | 16,51 | n     | n     | 16,51     |                                          |
| 23        | B      | Tosin Oke              | Nigeria                 | n     | 16,45 | 16,47 | 16,47     |                                          |
| 24        | B      | Mamadou Cherif Dia     | Mali                    | n     | 16,45 | 16,19 | 16,45     | Miglior prestazione personale stagionale |
| 25        | A      | Nazim Babayev          | Azerbaigian             | n     | 16,38 | 15,60 | 16,38     |                                          |
| 26        | A      | Rumen Dimitrov         | Bulgaria                | 16,23 | n     | 16,36 | 16,36     |                                          |
| 27        | B      | Kim Deok-hyeon         | Corea del Sud           | n     | 16,13 | 16,36 | 16,36     |                                          |
| 28        | B      | Jonathan Drack         | Mauritius               | n     | n     | 16,21 | 16,21     |                                          |
| 29        | A      | Daigo Hasegawa         | Giappone                | 16,17 | 15,93 | n     | 16,17     |                                          |
| 30        | B      | Renjith Maheswary      | India                   | 15,80 | 16,13 | 15,99 | 16,13     |                                          |
| 31        | B      | Pablo Torrijos         | Spagna                  | 15,78 | 16,11 | 15,74 | 16,11     |                                          |
| 32        | A      | Olu Olamigoke          | Nigeria                 | 16,10 | 15,95 | 15,64 | 16,10     |                                          |
| 33        | A      | Clive Pullen           | Giamaica                | n     | n     | 16,08 | 16,08     |                                          |
| 34        | B      | Fabrice Zango Hugues   | Burkina Faso            | 15,99 | n     | n     | 15,99     |                                          |
| 35        | B      | Kohei Yamashita        | Giappone                | 15,71 | 15,46 | 15,66 | 15,71     |                                          |
| 36        | A      | Levon Aghasyan         | Armenia                 | n     | 15,54 | n     | 15,54     |                                          |
| 37        | B      | Artsem Bandarenka      | Bielorussia             | 15,43 | n     | n     | 15,43     |                                          |
| 38        | B      | Vladimir Letnicov      | Moldavia                | n     | 15,29 | n     | 15,29     |                                          |
| 39        | B      | Georgi Tsonov          | Bulgaria                | n     | n     | 15,20 | 15,20     |                                          |
|           | B      | Latario Collie-Minns   | Bahamas                 | n     | n     | n     | NM        |                                          |
|           | A      | Yordanys Durañona      | Dominica                | n     | n     | n     | NM        |                                          |
|           | A      | Muhammad Halim         | Isole Vergini Americane | n     | n     | n     | NM        |                                          |
|           | B      | Ruslan Kurbanov        | Uzbekistan              | n     | n     | n     | NM        |                                          |
|           | A      | Marian Oprea           | Romania                 | n     | n     | n     | NM        |                                          |
|           | B      | Şeref Osmanoğlu        | Turchia                 | n     | n     | n     | NM        |                                          |
|           | A      | Lasha Torgvaidze       | Georgia                 | n     | n     | n     | NM        |                                          |
|           | A      | Roman Valiyev          | Kazakistan              | n     | n     | n     | NM        |                                          |
|           | A      | Pedro Pablo Pichardo   | Cuba                    |       |       |       | NP        |                                          |

### Finale
| Record mondiale      | Jonathan Edwards | 18,29 m | Göteborg | 7 agosto 1995  |
| Record olimpico      | Kenny Harrison   | 18,09 m | Atlanta  | 27 luglio 1996 |
| Capolista stagionale | Christian Taylor | 17,78 m | Londra   | 22 luglio 2016 |

Martedì 16 agosto, ore 9:50.
| Pos.    | Atleta            | Età | Nazione     | Salti | Salti | Salti | Salti           | Salti           | Salti           | Misura | Note                          |
| Pos.    | Atleta            | Età | Nazione     | 1°    | 2°    | 3°    | 4°              | 5°              | 6°              | Misura | Note                          |
| ------- | ----------------- | --- | ----------- | ----- | ----- | ----- | --------------- | --------------- | --------------- | ------ | ----------------------------- |
| Oro     | Christian Taylor  | 26  | Stati Uniti | 17,86 | 17,77 | n     | 17,77           | n               | n               | 17,86  |                               |
| Argento | Will Claye        | 25  | Stati Uniti | 17,76 | n     | n     | 17,61           | n               | 17,55           | 17,76  | Miglior prestazione personale |
| Bronzo  | Dong Bin          | 28  | Cina        | 17,58 | n     | n     | -               | -               | -               | 17,58  | Miglior prestazione personale |
| 4       | Cao Shuo          | 25  | Cina        | 16,58 | n     | 16,89 | n               | 17,13           | 15,27           | 17,13  |                               |
| 5       | Jhon Murillo      | 32  | Colombia    | n     | 17,09 | 16,43 | 16,79           | 16,66           | n               | 17,09  | Record nazionale              |
| 6       | Nelson Évora      | 32  | Portogallo  | 16,90 | 16,93 | 17,03 | n               | n               | n               | 17,03  |                               |
| 7       | Troy Doris        | 27  | Guyana      | 16,88 | n     | 16,63 | n               | 16,90           | n               | 16,90  |                               |
| 8       | Lázaro Martínez   | 19  | Cuba        | 16,68 | n     | n     | 15,89           | -               | 15,23           | 16,68  |                               |
| 9       | Alberto Álvarez   | 25  | Messico     | 16,26 | 16,56 | 16,47 | Non qualificati | Non qualificati | Non qualificati | 16,56  |                               |
| 10      | Benjamin Compaoré | 29  | Francia     | 15,53 | 16,54 | 16,47 | Non qualificati | Non qualificati | Non qualificati | 16,54  |                               |
| 11      | Xu Xiaolong       | 24  | Cina        | 16,41 | n     | 16,29 | Non qualificati | Non qualificati | Non qualificati | 16,41  |                               |
| 12      | Karol Hoffmann    | 27  | Polonia     | 16,31 | n     | n     | Non qualificati | Non qualificati | Non qualificati | 16,31  |                               |